# Swaziland aux Jeux du Commonwealth
Le Swaziland, qui en 2018 a changé de nom pour devenir l’Eswatini, a participé à tous les Jeux du Commonwealth depuis les Jeux de 1970 à Édimbourg. Les Swazis ont remporté à ce jour quatre médailles, dont trois en boxe - la quatrième étant la médaille de bronze obtenue par Richard Mabuza au marathon en 1974.

## Médaillés
| Nom              | Jeux | Médaille           | Discipline | Épreuves          | Résultat                  |
| ---------------- | ---- | ------------------ | ---------- | ----------------- | ------------------------- |
| Leonard Makhanya | 1986 | Médaille d'argent  | Boxe       | 51 kg hommes      | battu par John Lyon (ENG) |
| Richard Mabuza   | 1974 | Médaille de bronze | Athlétisme | Marathon hommes   | 2 h 12 min 54 s 4         |
| Leonard Makhanya | 1982 | Médaille de bronze | Boxe       | - de 48 kg hommes |                           |
| Simanga Shiba    | 2006 | Médaille de bronze | Boxe       | - de 48 kg hommes |                           |